# Sławków
Sławków este un oraș în Polonia, în voievodatul Silezia.

## Orașe înfrățite
- Slavkov u Brna, Cehia
- Horní Slavkov, Cehia
- Messeix, Franța